# Мамерк Эмилий Лепид Ливиан
Ма́мерк Эми́лий Ле́пид Ливиа́н (лат. Mamercus Aemilius Lepidus Livianus; умер около 60 года до н. э.) — римский военачальник и политический деятель, консул 77 года до н. э. Участвовал в Союзнической войне, был одним из видных сторонников Луция Корнелия Суллы.

## Происхождение
По рождению Мамерк Эмилий принадлежал к плебейскому роду Ливиев, отличавшемуся своими знатностью и богатством. Его отец, Марк Ливий Друз, был коллегой по трибунату Гая Семпрония Гракха (123 год до н. э.), а позже консулом и цензором; мать принадлежала к патрицианскому роду Корнелиев. Родным братом Мамерка (предположительно младшим) был ещё один Марк Ливий Друз, народный трибун 91 года до н. э., сестрой — Ливия, жена Квинта Сервилия Цепиона и Марка Порция Катона Салониана Младшего, мать Марка Порция Катона Утического и бабка Марка Юния Брута.
Своё имя Мамерк получил при переходе по усыновлению в патрицианский род Эмилиев. В источниках нет информации об усыновителе, если не считать Капитолийские фасты, согласно которым Мамерк был сыном Мамерка. Ф. Мюнцер ограничивается констатацией, что это был какой-то неизвестный Мамерк Эмилий Лепид; по мнению Г. Самнера и К. Сеттипани, это мог быть Марк Эмилий Лепид, консул 126 года до н. э.

## Биография
Учитывая хронологию карьеры Мамерка и требования римского выборного законодательства, он должен был родиться не позже 121 года до н. э. В одном из сохранившихся фрагментов «Истории» Саллюстия говорится, что Лепид Ливиан был старше, чем Гай Скрибоний Курион-отец, который, в свою очередь, родился между 125 и 123 годами до н. э..
Благодаря «Сатурналиям» Макробия известно, что Мамерк Эмилий состоял в жреческой коллегии понтификов. Он мог быть принят в эту коллегию в 91 году до н. э., после гибели брата, который тоже был понтификом. В начале своей карьеры Мамерк Эмилий участвовал в Союзнической войне. В периохе LXXVI книги «Истории Рима от основания города» Тита Ливия говорится: «Легат Мамерк Эмилий избивает италиков. Марсийский вождь Помпедий Силон, зачинщик всей войны, погибает в сражении». Многие исследователи считают, что речь идёт об одном и том же сражении; но существует мнение, что это всё-таки два разных события.
Прежде, чем италики были разгромлены окончательно, в Риме началась гражданская война между марианцами и Луцием Корнелием Суллой, в которой к 82 году до н. э. победил последний. Об участии в этой войне Мамерка, как и вообще о его судьбе до 82 года до н. э., нет точных данных. Антиковед А. Кивни допускает, что во время Союзнической войны Лепид Ливиан мог быть подчинённым Квинта Цецилия Метелла Пия и позже мог вместе с командиром укрыться от марианцев сначала в Африке, а потом в Лигурии, чтобы в 83 году до н. э. присоединиться к Сулле в Италии. В 82 году, по данным Аппиана, некто Эмилий Лепид (это мог быть Мамерк или его сородич Марк Эмилий Лепид) благодаря измене взял город Норба — один из последних очагов сопротивления Сулле в Италии. Жители Норбы, «разгневанные этой изменой», совершили массовое самоубийство, а город погиб в огне.
Мамерк Эмилий занял видное место в окружении Суллы. Он сыграл важную роль в судьбе юного Гая Юлия Цезаря, которого диктатор приказал убить. Лепид Ливиан и некий Аврелий Котта (Гай или Луций), «родственники и свойственники» Цезаря, умоляли Суллу пощадить юношу; тот после долгого сопротивления «сдался, но воскликнул, повинуясь то ли божественному внушению, то ли собственному чутью: „Ваша победа, получайте его! но знайте: тот, о чьём спасении вы так стараетесь, когда-нибудь станет погибелью для дела оптиматов, которое мы с вами отстаивали: в одном Цезаре таится много Мариев!“».
Не позже 81 года до н. э., учитывая требования Корнелиева закона, Мамерк должен был занимать должность претора. В 79 году до н. э. он выдвинул кандидатуру в консулы; предположительно его поддерживал Сулла, тогда как молодой, но уже прославленный полководец Гней Помпей Великий поддержал сородича Мамерка — Марка Эмилия Лепида. Победил последний (Марк Туллий Цицерон называет причиной поражения Лепида Ливиана тот факт, что в своё время этот нобиль не стал избираться в эдилы). Годом позже, уже после смерти Суллы, Лепид Ливиан повторил свою попытку; известно, что в его пользу снял свою кандидатуру Гай Скрибоний Курион, друг его брата Друза. В результате Мамерк получил консулат на 77 год до н. э., а его коллегой стал плебей Децим Юний Брут.
В это время Испанию охватил очень опасный мятеж Квинта Сертория. Мамерк отверг предложение возглавить армию, которую планировалось отправить за Пиренеи, а влиятельный сенатор Луций Марций Филипп предложил сделать командующим Помпея, не занимавшего к тому времени ни одной государственной должности. «Когда кто-то с удивлением спросил Филиппа в сенате, неужели он считает нужным облечь Помпея консульскими полномочиями, или, как говорят в Риме, послать его в звании вместо консула, Филипп отвечал: „Нет, вместо обоих консулов“, — желая дать понять этим, что оба тогдашних консула — полнейшие ничтожества».
У Саллюстия упоминается легат Мамерк, который в 74 году до н. э. под началом Марка Антония (позже — Критского) сражался с пиратами у побережья Лигурии. В 73 году до н. э., согласно Орозию, легат Мамерк участвовал в Третьей Митридатовой войне под началом Луция Лициния Лукулла: он разбил серторианца Фанния и «царского претора» Митрофана. Оба этих Мамерка могут быть идентифицированы как Мамерк Эмилий Лепид Ливиан.
В 70 году до н. э. Мамерк стал принцепсом сената. Умер он предположительно около 60 года до н. э.

## Семья
По одной из версий, дочерью Мамерка могла быть Эмилия Лепида — жена Квинта Цецилия Метелла Пия Сципиона Назики. Кроме того, существует гипотеза, что Марк Ливий Друз Клавдиан, отец императрицы Ливии, был усыновлён именно Мамерком, а не его братом Друзом, как считает большинство историков.